# Indophantes digitulus
Indophantes digitulus là một loài nhện trong họ Linyphiidae.
Loài này thuộc chi Indophantes. Indophantes digitulus được Konrad Thaler miêu tả năm 1987.